# 岩崎泰也
岩崎 泰也（いわさき やすや、1936年〈昭和11年〉3月1日 - 2019年〈平成31年〉3月31日）は、日本の政治家。大分県津久見市長。

## 経歴
大分県出身。1958年（昭和33年）明治大学政経学部政治学科卒業。
1967年（昭和42年）から大分県議会議員に4選。1981年（昭和56年）7月14日から1982年（昭和57年）7月16日まで同第46代議長を務めた。1983年（昭和58年）津久見市長に当選した。2003年（平成15年）の選挙には立候補しなかった。同年、12月25日に退任した。
市長退任後は、大分県森林再生機構理事長などを務めた。

## 栄典
勲章等
- 1992年（平成4年） - 藍綬褒章[1]